# Santa Cruz el Chol
Santa Cruz el Chol es un municipio en departamento de Baja Verapaz en la República de Guatemala y está ubicado en el centro norte del país. Su nombre original fue «Santa Cruz Belén de los Indios Choles» y está localizado en la Sierra de Chuacús y en el valle de Urrán y es uno de los municipios más antiguos de las Verapaces, con más de cuatrocientos años de existencia.

## Toponimia
En un principio, el nombre que recibió la zona de parte de sus fundadores y primeros habitantes, fue el de «Santa Cruz Belén de los Indios Choles», acción que data de 1603 según refiere el fraile Joseph H. Sotomayor. O.P., lo que lo convierte en uno de los pueblos del período hispánico más antiguos de las Verapaces.[cita requerida]

## Geografía física
El municipio de Santa Cruz El Chol cuenta con una extensión de 140 km², y tiene la categoría de pueblo.  El casco urbano se encuentra a 1008.73 metros sobre el nivel del mar (según el Instituto Geográfico Nacional), siendo la “Cumbre de El Chol” su punto más alto, a 2004 m s. n. m.  Su división político-administrativa está dada en un pueblo (cabecera Municipal), 9 aldeas y 53 caseríos. La cabecera municipal tiene la categoría de pueblo, y se le llama solamente «El Chol».
Las aldeas del municipio son Agua Caliente, Los Lochuyes, Ojo de Agua, Los Jobos, Lo de Reyes, Los Amates, La Concepción, El Apazote y Pacoc.

### Clima
El municipio de Santa Cruz El Chol forma parte de la cordillera central, que es una faja de roca plutónica, sedimentaria (presencia de cal) y metamórfica (presencia de esquistos). La provincia fisiográfica del municipio corresponde a tierras altas como las de la Sierra de Chuacús y la Sierra de Las Minas, encontrando montañas bajas y montañas o colinas que van de moderada a fuertemente escarpadas.  Se clasifican tres unidades bioclimáticas: 
- Bosque Húmedo Subtropical Templado (BHST): 57% del territorio municipal. Cuando los suelos son profundos, la textura es liviana bien drenados, de color pardo o café y la pendiente es de 45% y más. También existen suelos superficiales de textura mediana, color pardo o gris, y bien drenados. El potencial para cultivos como café, caña de azúcar, frijol, maíz, maguey, pastos y bosques de coníferas o mixtos.
- Bosque muy Húmedo Subtropical Frío (BMHSF):  4% del territorio municipal. Se localiza de 1500 a 2000 m s. n. m. Los suelos son profundos de textura mediana bien drenados y de color grisáceo. La pendiente está comprendida entre 32% y 45%. El potencial para cultivos como para café, caña, maíz, frijol, verduras y legumbres, maguey, frutales, pastos y bosque de coníferas o mixto.
- Bosque Seco Subtropical (BSS): 39% del territorio municipal, se localiza de 500 a 1000 m s. n. m. Los suelos son superficiales, de textura liviana y mediana, bien drenados y de color grisáceo. La pendiente regularmente está entre el 12% a 32%, pero hay puntos con pendientes de 45%. El potencial agroproductivo es para pasto y bosque mixto, aunque con adecuación de riego puede cultivarse tomate, maíz, frijol, okra y otros.[3]

La cabecera de Santa Cruz El Chol tiene clima de estepa árida (Clasificación de Köppen:Bsh).
| Parámetros climáticos promedio de Santa Cruz El Chol | Parámetros climáticos promedio de Santa Cruz El Chol | Parámetros climáticos promedio de Santa Cruz El Chol | Parámetros climáticos promedio de Santa Cruz El Chol | Parámetros climáticos promedio de Santa Cruz El Chol | Parámetros climáticos promedio de Santa Cruz El Chol | Parámetros climáticos promedio de Santa Cruz El Chol | Parámetros climáticos promedio de Santa Cruz El Chol | Parámetros climáticos promedio de Santa Cruz El Chol | Parámetros climáticos promedio de Santa Cruz El Chol | Parámetros climáticos promedio de Santa Cruz El Chol | Parámetros climáticos promedio de Santa Cruz El Chol | Parámetros climáticos promedio de Santa Cruz El Chol | Parámetros climáticos promedio de Santa Cruz El Chol |
| Mes                                                  | Ene.                                                 | Feb.                                                 | Mar.                                                 | Abr.                                                 | May.                                                 | Jun.                                                 | Jul.                                                 | Ago.                                                 | Sep.                                                 | Oct.                                                 | Nov.                                                 | Dic.                                                 | Anual                                                |
| ---------------------------------------------------- | ---------------------------------------------------- | ---------------------------------------------------- | ---------------------------------------------------- | ---------------------------------------------------- | ---------------------------------------------------- | ---------------------------------------------------- | ---------------------------------------------------- | ---------------------------------------------------- | ---------------------------------------------------- | ---------------------------------------------------- | ---------------------------------------------------- | ---------------------------------------------------- | ---------------------------------------------------- |
| Temp. máx. media (°C)                                | 26.9                                                 | 28.0                                                 | 29.6                                                 | 30.0                                                 | 29.5                                                 | 28.1                                                 | 27.8                                                 | 28.1                                                 | 27.7                                                 | 27.2                                                 | 27.1                                                 | 26.9                                                 | 28.1                                                 |
| Temp. media (°C)                                     | 20.2                                                 | 20.9                                                 | 22.4                                                 | 23.3                                                 | 23.4                                                 | 23.0                                                 | 22.6                                                 | 22.7                                                 | 22.4                                                 | 21.8                                                 | 21.0                                                 | 20.1                                                 | 22                                                   |
| Temp. mín. media (°C)                                | 13.5                                                 | 13.9                                                 | 15.3                                                 | 16.7                                                 | 17.4                                                 | 17.9                                                 | 17.5                                                 | 17.3                                                 | 17.1                                                 | 16.5                                                 | 14.9                                                 | 13.4                                                 | 16                                                   |
| Precipitación total (mm)                             | 1                                                    | 3                                                    | 6                                                    | 21                                                   | 79                                                   | 180                                                  | 118                                                  | 74                                                   | 142                                                  | 74                                                   | 15                                                   | 2                                                    | 715                                                  |
| Fuente: Climate-Data.org                             |                                                      |                                                      |                                                      |                                                      |                                                      |                                                      |                                                      |                                                      |                                                      |                                                      |                                                      |                                                      |                                                      |

### Ubicación geográfica
El Chol está en el departamento de Baja Verapaz, localizado a 52 kilómetros de Salamá, la cabecera departamental.  Sus colindancias son:
- Norte: Rabinal, municipio del departamento de Baja Verapaz
- Sur: Chuarrancho y San Raymundo, municipios del departamento de Guatemala
- Este: Salamá, municipio y cabecera del departamento de Baja Verapaz[5]
- Oeste: Granados, municipio del departamento de Baja Verapaz

|                 | Norte: Rabinal                |              |
| Oeste: Granados |                               | Este: Salamá |
|                 | Sur: Chuarrancho San Raymundo |              |

## Gobierno municipal
Los municipios se encuentran regulados en diversas leyes de la República, que establecen su forma de organización, lo relativo a la conformación de sus órganos administrativos y los tributos destinados para los mismos.  Aunque se trata de entidades autónomas, se encuentran sujetas a la legislación nacional. Las principales leyes que rigen a los municipios en Guatemala desde 1985 son:
| N.º | Ley                                                | Descripción |
| --- | -------------------------------------------------- | --- |
| 1   | Constitución Política de la República de Guatemala | Tiene una regulación legal específica para los municipios en los artículos 253 al 262. |
| 2   | Ley Electoral y de Partidos Políticos              | Ley de carácter constitucional aplicable a los municipios en el tema de la conformación de sus autoridades electas. |
| 3   | Código Municipal                                   | Decreto 12-2002 del Congreso de la República de Guatemala. Tiene la categoría de ley ordinaria y contiene preceptos generales aplicables a todos los municipios, e inclusive contiene legislación referente a la creación de los municipios.             |
| 4   | Ley de Servicio Municipal                          | Decreto 1-87 del Congreso de la República de Guatemala. Regula las relaciones entra la municipalidad y los servidores públicos en materia laboral. Tiene su base constitucional en el artículo 262 de la constitución que ordena la emisión de la misma. |
| 5   | Ley General de Descentralización                   | Decreto 14-2002 del Congreso de la República de Guatemala. Regula el deber constitucional del Estado, y por ende del municipio, de promover y aplicar la descentralización y desconcentración económica y administrativa.                                |

El gobierno de los municipios de Guatemala está a cargo de un Concejo Municipal mientras que el código municipal —que tiene carácter de ley ordinaria y contiene disposiciones que se aplican a todos los municipios de Guatemala— establece que «el concejo municipal es el órgano colegiado superior de deliberación y de decisión de los asuntos municipales […] y tiene su sede en la circunscripción de la cabecera municipal». Por último, el artículo 33 del mencionado código establece que «[le] corresponde con exclusividad al concejo municipal el ejercicio del gobierno del municipio».
El concejo municipal se integra con el alcalde, los síndicos y concejales, electos directamente por sufragio universal y secreto para un período de cuatro años, pudiendo ser reelectos.
Existen también las Alcaldías Auxiliares, los Comités Comunitarios de Desarrollo (COCODE), el Comité Municipal del Desarrollo (COMUDE), las asociaciones culturales y las comisiones de trabajo. Los alcaldes auxiliares son elegidos por las comunidades de acuerdo a sus principios, valores, procedimientos y tradiciones, estos se reúnen con el alcalde municipal el primer domingo de cada mes. Los Comités Comunitarios de Desarrollo y el Consejo Municipal de Desarrollo tiene como función organizar y facilitar la participación de las comunidades priorizando necesidades y problemas.
Los alcaldes que ha habido en el municipio son:
- 2016-2020: Adolfo Mayén

## Historia

### Doctrina de los domincos
En 1638, los dominicos separaron a sus grandes doctrinas —que les representaban considerables ingresos económicos— en grupos centrados en sus seis conventos:  Los conventos estaban en: la ciudad de Santiago de los Caballeros de Guatemala, Amatitlán, Verapaz, Sonsonate, San Salvador y Sacapulas. Específicamente el convento de la Ciudad de Santiago de los Caballeros de Guatemala, la doctrina abarcaba los poblados de Chimaltenango, Jocotenango, Sumpango, San Juan Sacatepéquez, San Pedro Sacatepéquez, Santiago Sacatepéquez, Rabinal, San Martín Jilotepeque, Escuintla, Milpas Altas, Milpas Bajas, San Lucas Sacatepéquez, y el Barrio de Santo Domingo en la ciudad.
A principios de la segunda década del siglo xviii,  el cronista dominico fray Francisco Ximénez, O.P. anotó en el libro quinto de lo que se conoce como Historia de la Providencia de San Vicente de Chiapas y Guatemala, que de orden del  presidente  de la Real Audiencia, gobernador y capitán general de la Capitanía General de Guatemala, Jacinto de Barrios Leal, en el año 1689 entraron indios de Cahabón a la montaña del Chol —luego llamadas sierras de Chuacús y Chamá—, para sacar a los indios choles infieles y alzados allí, a efecto de fundar con ellos el pueblo de Santa Cruz. El Alcalde Mayor de la Verapaz, José Calvo de Lara, los asentó en el valle de Urrán, en una ladera tendida a las faldas de la montaña de Rabinal en el paraje que llamaban «San Clemente y San Diego», donde había una cruz, por lo que luego tomó parte de su nombre «Santa Cruz» y hasta más tarde su actual «Santa Cruz El Chol».  El fraile dominico José Ángel Zenoyo, O.P. tomó en 1690 posesión del lugar a nombre de los choles, a quienes ayudó con todo lo necesario, construyéndoles también habitaciones y vistiéndolos.
La edificación más antigua del municipio es su Iglesia Católica. El primer material escrito que se refiere netamente a la función religiosa de la Iglesia Católica en Santa Cruz El Chol es el Libro número 1 de Bautismo, en el cual está inscrito  «Libro de Bautismo de Santo Domingo de Guzmán, el infrascrito Fr. Domingo Gonzáles de Cosio». El dominico fray José Ángel Zenoyo. O.P. fue quien inició con la construcción de la actual Iglesia Católica en el año de 1687; la obra fue concluida en 1748 y en una de las campanas de la Iglesia se lee la inscripción  «Campana del Rosario, 1,717».

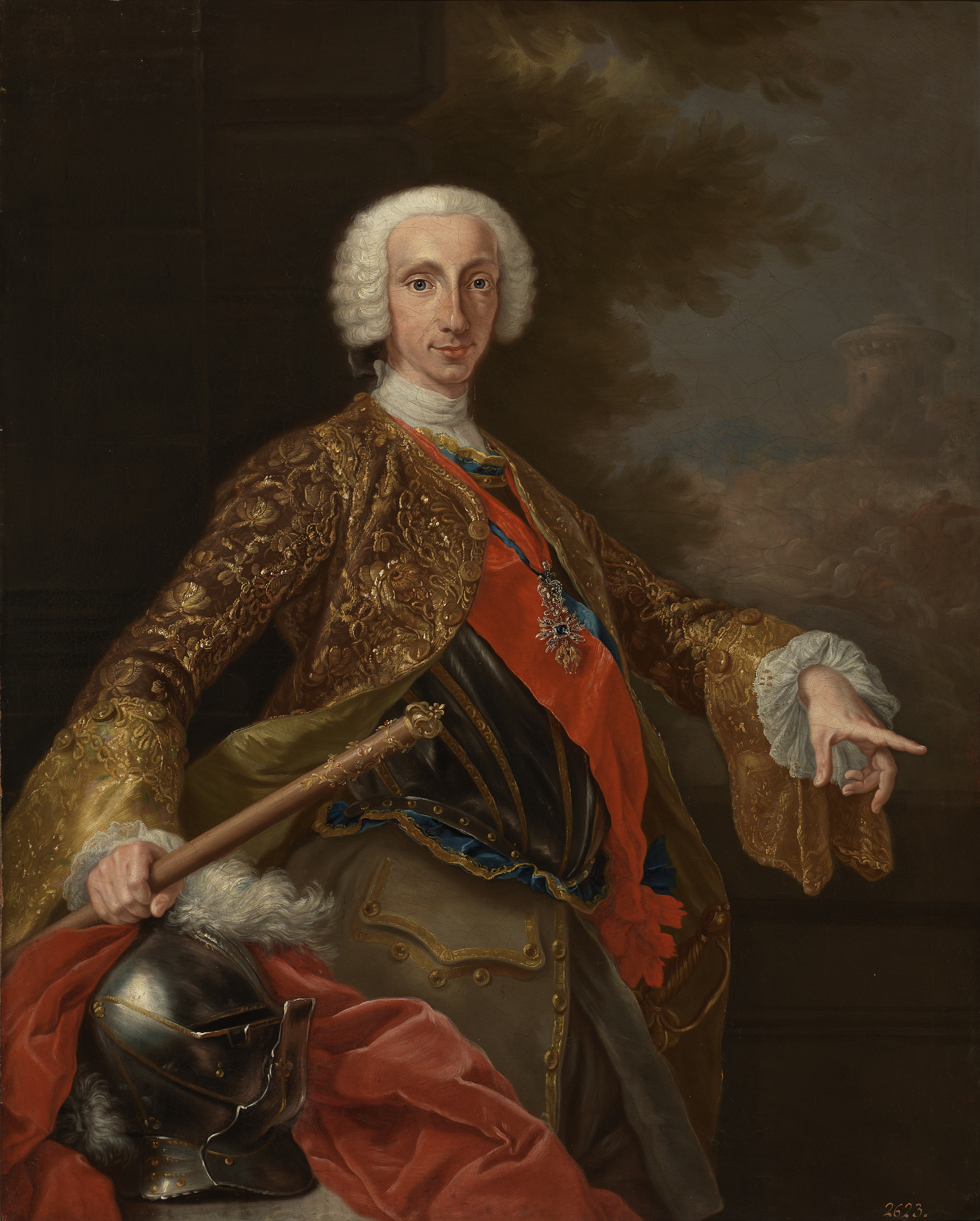
Rey Carlos III de España, promotor de las reformas borbónicas.

En 1754, en virtud de una Real Cédula parte de las Reformas Borbónicas, todos los curatos de las órdenes regulares fueron traspasados al clero secular.
En 1765 se publicaron las reformas borbónicas de la Corona española, que pretendían recuperar el poder real sobre las colonias y aumentar la recaudación fiscal. Con estas reformas se crearon los estancos para controlar la producción de las bebidas embriagantes, el tabaco, la pólvora, los naipes y el patio de gallos. La real hacienda subastaba el estanco anualmente y un particular lo compraba, convirtiéndose así en el dueño del monopolio de cierto producto. Ese mismo año se crearon cuatro subdelegaciones de la Real Hacienda en San Salvador, Ciudad Real, Comayagua y León y la estructura político administrativa de la Capitanía General de Guatemala cambió a quince provincias:
Además de esta redistribución administrativa, la Corona española estableció una política tendiente a disminuir el poder de la Iglesia católica, el cual hasta ese momento era prácticamente absoluto sobre los vasallos españoles. Esta política de disminución de poder de la iglesia se basaba en la Ilustración
En el año 1767 llegó a Santa Cruz El Chol el fraile Miguel Dighuero, O.P. quien ordenó que se construyera una bóveda en la Iglesia Católica para que se les diera cristiana sepultura a los pobladores y se evitaran los riesgos de epidemias por entierros inadecuados.  En esta bóveda, la única persona que ha sido enterrada es fray Miguel Dighuero quien murió en 1797.

### Tras la independencia de Centroamérica
La constitución del Estado de Guatemala promulgada el 11 de octubre de 1825 estableció los circuitos para la administración de justicia en el territorio del Estado; en dicha constitución se menciona que El Chol y la llanura de Urrán —llamados simplemente «Chol» y «Urrán», respectivamente— pertenecían al circuito de Rabinal junto con el propio Rabinal, las haciendas y trapiches de Salán, Rabinalá, Cubulco y Chibuc.
En ese tiempo no era municipio todavía  y no se tiene localizado, a la fecha, el dato exacto de la fecha en que se erigió oficialmente El Chol tal, aunque se supone que habría sido en 1827.[cita requerida]

### Durante la Reforma Liberal
En el censo de 1880 ya apareció como municipio en la Demarcación Política de la República de Guatemala. A principios de 1897, durante el gobierno del general José María Reina Barrios, la revista cultural La Ilustración Guatemalteca empezó a publicar artículos sobre los estudiantes más aventajados de los colegios e institutos del país.  En la edición del primero de enero de ese año, hicieron un reconocimiento a tres estudiantes del Instituto Agrícola de Indígenas: Victoriano Abac, Evaristo Manuel T. -originario de Pichec en Rabinal- y Pedro Bertrán, de quienes publicaron escritos autobiográficos en castellano y su fotografía.  La introducción que se hizo a dichos escritos es representativa de lo que se pensaba de los indígenas en Guatemala en ese tiempo:
| Los indios que se redimen En nuestra galería de los alumnos más aprovechados durante el año de 1896 en los establecimientos de enseñanza, ocupan simpático lugar tres indios, como representantes de la raza desventurada durante tres siglos de colonia y setenticinco años de república, hasta que el actual gobernante guatemalteco fundó un Instituto especial para redimirla con las luces del siglo. Tres años lleva apenas de existencia aquel colegio, y ya los 205 inditos que allí se educan, entre otras ventajas obtienen la inapreciable de hablar y escribir el idioma nacional. Como muestra de que en tan poco tiempo logran adelantos, y para que el lector patriota goce con la ingenua expresión de nuestros aborígenes que se regeneran con la enseñanza, publicamos las autobiografías de los que figuran en nuestro grabado. No les hemos hecho la más leve corrección; van como han salido de aquellos cerebros donde un claro de luz comienza a borrar atavismos y a dar energías que, en no lejano tiempo, harán de ellos fuerzas útiles a la patria. —La Ilustración Guatemalteca, 1 de enero de 1897. |

Leyendo la biografía de Pedro Bertrán se obtiene una descripción de la situación de los aborígenes guatemaltecos a finales del siglo xix: en perfecto castellano describe que era originario de El Chol, en Baja Verapaz, cuenta que logró estudiar porque ya existía la ley del general Justo Rufino Barrios que obligaba a los padres de familia a enviar a sus hijos a las casas de instrucción. A los ocho años de edad empezó a estudiar en la escuela de El Chol; interesado en progresar, quiso solicitar una beca para estudiar en la Ciudad de Guatemala, pero no tenía el material necesario para solicitarlo ya que sus padres no podían proporcionárselo por la pobreza en que se encontraban.  Afortunadamente para él, el gobierno de Reyna Barrios le otorgó una beca para el Instituto Agrícola.

### Siglo XX
A partir de 1935, el gobierno del general Jorge Ubico simplificó la división político-administrativa de la República como parte de las medidas de austeridad que tuvo que emprender para afrontar los efectos de la Gran Depresión; como parte de esta simplificación, El Chol perdió la calidad de municipio durante el gobierno del general Jorge Ubico por Acuerdo Gubernativo del 29 de agosto de 1935, que lo anexó al municipio de Granados. Sin embargo, en el caso particular de este municipio, el gobierno de Ubico lo volvió a restablecer por el Acuerdo Gubernativo del 14 de noviembre de 1936.

### Siglo XXI
En el siglo xxi ya son muy pocos los indígenas del municipio hablan idiomas mayas —entre ellos achí, k'akch'iquel, e incluso k'iche'— aunque en la época de su reducción en el siglo xviii muchos de ellos las hablaban, e incluso se conocía la lengua Chol Lacandona, que también se conocía como choolí o kholií.

## Economía
Tiene una economía de subsistencia, fundamentada en la agricultura, con especial énfasis en la producción de café, maíz y frijol. Sin embargo, el tomate ha adquirido importancia porque su producción es vendida en mercados externos. Para consumo y venta interna, está el mango, naranja, mandarina y limón. La rosa de Jamaica y el tamarindo son otros productos que se venden en el mercado interno y el externo.

## Costumbres y tradiciones
Entre las danzas folklóricas que se presentan en este municipio, se pueden mencionar «El Venado», «Los Animales» y «El Costeño». Durante la Semana Santa y para la Feria Titular, se pueden apreciar las procesiones y las alfombras elaboradas para el paso de las mismas.

### Feria
La Feria -conocida oficialmente como «Fiesta Titular y Romería de Santa Cruz El Chol»- se celebra anualmente cada 8 de diciembre, en honor de la Patrona del municipio, la Santísima Virgen de la Inmaculada Concepción. Es famosa por su comercio, actividades deportivas, sociales, culturales y religiosas, destacando en estas últimas las procesiones por las calles del pueblo y la tradicional Romería, actividad en la que participan devotos de la Patrona quienes realizan el viaje a caballo por tres días desde el Oriente del país y llegan a presentarle su respeto al Templo Católico, con dádivas, cánticos y oraciones.

## Sitios de interés
Entre sus atractivos turísticos más importantes se encuentra la bóveda de su templo católico colonial, de 50 metros de largo y 15 de ancho; posee además imágenes antiguas y altares tallados en madera al estilo churrigueresco del siglo siglo xviii. Además, su mercado municipal es uno de los más grandes del departamento de Baja Verapaz
Como destino de descanso ecoturístico, se disfruta de las aguas de los ríos Agua Caliente(en diferentes puntos de su cauce) y Motagua (especialmente en la aldea Lo de Reyes), son muy frecuentados durante la estación seca del año.